# Parigi-Rouen 1894
| Parigi-Rouen (1894) | |
| | |
| Codice | 00005.1894 |
| Nazione | Francia |
| Località | Parigi-Rouen (126 chilometri) |
| Data | domenica 22 luglio 1894 |
| Tipo gara | concorso su strada, in due semi-tappe nella stessa giornata (la prima al mattino, la seconda nel pomeriggio) |
| Percorso | Parigi (porta Maillot), Nanterre, Chatou, Le Pecq, Poissy, Triel-sur-Seine, Vaux-sur-Seine, Meulan, Mantes (sosta per il pranzo), Vernon, Gaillon, Pont-de-l'Arche, Rouen (Camp de Mars) per complessivi km 126,000                                                                           |
| Veicoli ammessi | Tutti i veicoli (azionati da un sistema propulsivo meccanico) che abbiano superato le prove preliminari svoltesi nelle giornate del 19, 20 e 21 luglio, consistenti nel riuscire a coprire percorsi di una cinquantina di chilometri, nei dintorni di Parigi, entro un tempo limite di 4 ore. |
| Partiti | 21 (13 a petrolio/benzina, 8 a vapore) |
| Arrivati | 17 (13 a petrolio/benzina, 4 a vapore) |
| Ritirati | 4 (0 a petrolio/benzina, 4 a vapore) |
| Priorità/curiosità: - Prima vera grande manifestazione "seria" della storia automobilistica sportiva - Prima gara "internazionale" (aperta anche a concorrenti "non francesi") - Prima gara che vede al "via" una vettura munita di "volante" in luogo della consueta "barra" (la Vacheron-Panhard & Levassor n° 24) | |
| Classifica generale assoluta 1. (n 4) De Dion Albert (De Dion-Bouton, 20 HP, trattore 6 posti, a vapore) 6 ore 48'00" media km/h 18,529 2. (n 65) Lemaitre Albert (Peugeot, 3 HP, 4 posti, a petrolio) 6 ore 51'30" (distacco 3'30") 3. (n 28) Doriot Auguste (Peugeot, 3 HP, 4 posti, a petrolio) 7 ore 04'30" (distacco 16'30") 4. (n 13) Panhard Hippolyte (Panhard & Levassor, 3,5 HP, 4 posti, a petrolio) 7 ore 21'30" (distacco 33'30") 5. (n 15) Levassor Emile (Panhard & Levassor, 3,5 HP, 2 posti, a petrolio) 7 ore 43'30" (distacco 55'30") 6. (n 31) Kraeutler (Peugeot, 3 HP, 4 posti, a petrolio) 7 ore 46'30" (distacco 58'30") 7. (n 64) Mayade Emile (Panhard & Levassor, 3 HP, 4 posti, a petrolio) 8 ore 09'00" (distacco 1 ora 21'00") 8. (n 42) Le Brun A. (Le Brun-Peugeot, 3,5 HP, 4 posti, a petrolio) 8 ore 12'00" (distacco 1 ora 24'00") 9. (n 30) Michaud (Peugeot, 3 HP, 3 posti, a petrolio) 8 ore 25'00" (distacco 1 ora 37'00") 10. (n 14) Dubois (Panhard & Levassor, 3 HP, 4 posti, a petrolio) 8 ore 38'00" (distacco 1 ora 50'00") 11. (n 24) Vacheron (Vacheron-Panhard & Levassor, 3,5 HP, 2 posti, a petrolio) 8 ore 42'30" (distacco 1 ora 54'30") 12. (n 27) Rigoulot Louis (Peugeot, 3 HP, 2 posti, a petrolio) 8 ore 51'00" (distacco 2 ore 03'00") 13. (n 53) De Bourmont (De Bourmont, 3,5 HP, 4 posti, a petrolio) 8 ore 52'00" (distacco 2 ore 04'00") 14. (n 85) Roger Emile (Roger-Benz, 3 HP, 3 posti, a petrolio) 10 ore 11'00" (distacco 3 ore 23'00") 15. (n 60) Le Blant Maurice (Le Blant-Serpollet, omnibus 8 posti,a vapore) 10 ore 43'00" (distacco 3 ore 55'00") 16. (n 18) Archdeacon Ernest (Serpollet, 7 posti, a vapore) 12 ore 00'00" (distacco 5 ore 12'00") 17. (n 7) Gautier P. (Gautier-Wehrlé, 4 posti, a vapore) 12 ore 24'30" (distacco 5 ore 36'30") Ritiri e cause: - (n 44) De Prandiéres (Serpollet, 6 posti, a vapore) per avaria ad un asse delle ruote - (n 10) Scotte Joanny (Scotte, omnibus 8 posti, a vapore) per scoppio tubo diffusore caldaia - (n 61) De Montais Roger (De Montais, triciclo 1 posto, a vapore) per avaria imprecisata - (n 19) Le Blant Etienne (Le Blant-Serpollet, furgone 10 posti, a vapore) per avaria imprecisata | |

La Parigi-Rouen 1894 può a giusto titolo essere considerata la prima vera competizione automobilistica organizzata con un congruo numero di veicoli a motore e tappa fondamentale della Storia dell'automobilismo della fine del XIX secolo.

## A monte della gara
Ad un 1891 relativamente denso di eventi incentrati sui veicoli automobili, seguì un 1892 durante il quale non si ebbero notizie di manifestazioni motoristiche.
Anche il 1893 passò tranquillo sino al 19 dicembre, quando a Parigi, sul Petit Journal, apparve una notizia che destò l'interesse dei lettori: venne preannunciata l'intenzione di organizzare, nel 1894, un grande "concorso per vetture senza cavalli".
Tenuto conto che questi nuovi mezzi, denominati locomobili, parevano destinati a soppiantare i cavalli, lo scopo del concorso era palesemente quello di incentivarne il progresso.
"Giovanni senza terra" (pseudonimo di Pierre Giffard, uno dei pionieri del ciclismo) fece pubblicare, nel numero successivo del giornale, il testo del regolamento, aprendo contemporaneamente la lista delle iscrizioni.
Tra le dieci clausole regolamentari, queste erano le più importanti:
1. Il primo premio deve essere assegnato al veicolo che la giuria ritiene corrispondere meglio ai seguenti requisiti: essere non pericoloso, maneggevole con facilità e costare il meno possibile nell'impiego su strada;
2. Per essere ammessi al concorso occorre sottoporsi ad una prova preliminare durante la quale il concorrente dovrà riuscire a percorrere una cinquantina di chilometri in non più di quattro ore;
3. Al concorso sono ammessi veicoli di ogni nazionalità purché azionati da sistemi propulsivi meccanici, cioè in grado di muoversi autonomamente.

Il montepremi annunciato ammontava a 10.000 franchi-oro: oltre al primo premio di 5.000 franchi, ne erano previsti altri quattro (messi in palio dal mecenate signor Marinoni, proprietario del giornale) rispettivamente di 2.000, 1.500, 1.000 e 500 franchi-oro.
Stando alla quantità di iscrizioni che pervennero al Petit Journal, non si poteva negare il successo dell'iniziativa: alla data del 30 aprile 1894 (termine ultimo utile per iscriversi) risultarono iscritti ben 102 concorrenti.
In realtà questo numero sbalorditivo ed inaspettato doveva essere ridimensionato, nel senso che una buona parte dei concorrenti dichiarò, sulla scheda di iscrizione, sistemi di propulsione quasi certamente esistenti soltanto nella loro fervida fantasia.
I più fantasiosamente sensazionali - ma concretamente improponibili - sembravano essere una trentina
Si contavano infatti 4 veicoli mossi da leve azionate dai passeggeri, 4 ad aria compressa, 4 con propulsione determinata dal peso dei passeggeri, 3  a propulsione idraulica, 3 definiti semplicemente come automatici, 2 con propulsione a sistema pendolare; la lista comprendeva anche veicoli (uno per tipo) azionati da motore a peso per gravità, a pedali, a gas compresso, a gas e pendoli, elettropneumatico, con motore ad olio minerale, con motore a liquidi misti. Chiudevano l'elenco un veicolo mosso da una combinazione di energia meccanica, un altro che avrebbe dovuto trarre l'energia da una sorta di moto perpetuo generato dalla traslazione del veicolo stesso, per finire con un veicolo definito semplicemente come auto-semovente.
Molto più seriamente dovevano invece essere considerate le restanti 72 iscrizioni, che riguardano 37 veicoli a petrolio (quindi con motore endotermico), 30 veicoli a vapore, 3 veicoli elettrici o semi-elettrici, mentre i rimanenti due erano definiti a petrolio oppure a gas in un caso e a vapore od aria compressa oppure gas nell'altro.
Il concorso - per il quale si scelse il percorso Parigi-Mantes-Rouen di 126 chilometri - venne originariamente indetto per il 1º giugno, poi fu rimandato al 7 giugno per consentire al "patron" Marinoni di essere presente: all'approssimarsi della data prevista, però, gran parte dei concorrenti non aveva ancora i veicoli pronti per la gara, per cui la manifestazione slittò ulteriormente al 22 luglio.
Malgrado il ritardo, il solo veicolo italiano iscritto - il triciclo elettrico costruito a Castelnuovo di Garfagnana nello stabilimento tessile del Conte Giuseppe Carli, Deputato al Parlamento Italiano - non venne spedito in tempo utile e non poté partecipare.
Per fornire al pubblico una prima opportunità di vedere i veicoli da vicino, fu organizzata un'esposizione all'aperto, che si tenne a Neuilly nel pomeriggio di mercoledì 18 luglio, alla quale presenziarono 26 auto, tutte quelle pronte. Secondo le cronache il numero degli spettatori fu talmente elevato che le macchine che giunsero in leggero ritardo riuscirono
a stento a farsi largo tra la folla.

## Le prove preliminari
Giovedì 19 luglio iniziarono le prove preliminari e 17 macchine partirono su cinque itinerari diversi.
- Sul primo itinerario (Parigi, Saint-Germain, Flins, Mantes di circa 47 km) si cimentarono 4 vetture (due a vapore e due a petrolio) e solo le due a petrolio (una Panhard & Levassor ed una Peugeot) portarono a termine il percorso entro il limite delle 4 ore.
- Sul secondo itinerario (Parigi, Poissy, Triel e Mantes, di circa 50 km) si cimentarono tre veicoli (1 Panhard & Levassor e 1 Peugeot a petrolio ed il veicolo a vapore Scotte) che superarono tutti la prova
- Sul terzo itinerario (Parigi, Rambouillet) si cimentarono quattro veicoli (un Peugeot-Le Brun a petrolio e tre a vapore, Gautier-Wehrlé, Serpollet e Serpollet-Le Blant) che superarono tutti la prova.
- Sul quarto itinerario (Parigi, Versailles, Palaiseau e Corbeil, circa 55 km) si cimentarono tre veicoli, di cui due (un trattore a vapore De Dion-Bouton ed una vettura Peugeot) riuscirono a superare la prova mentre il terzo (un Peugeot) venne eliminato.
- Sul quinto e ultimo itinerario (Parigi, Précy-sur-Oise, circa 51 km) si cimentarono tre veicoli, tutti con motore termico. Uno di essi (che dispone di una Tenting) viene eliminato, mentre gli altri due (una Panhard e una Peugeot) superano la prova.

I cronisti riportarono che, lungo le strade, la gente manifestò molto entusiasmo al passaggio delle auto: mazzi di fiori e ricevimenti attendono anzi i piloti ai traguardi d'arrivo (a Précy-sur-Oise venne addirittura eretto appositamente un arco trionfale...).
Venerdi 20 luglio partirono altre 6 auto, di cui 4 sul percorso Parigi, Bezons, Houilles, Maisons-Laffitte, Mantes e le altre 2 su quello Parigi, Versailles, Palaiseau, Corbeil: tutte e 6 le macchine (3 a petrolio, 1 Panhard, 1 Peugeot, 1 Benz-Roger e 3 a vapore, 1 Serpollet, 1 Serpollet-Le Blant e 1 triciclo De Montais) superarono la prova.
Sabato 21 luglio dei rimanenti 6 veicoli solo due vetture a petrolio si presentarono al Boulevard Maillot e completarono il tragitto sino a Poissy e ritorno con successo: la prima era una sconosciuta De Bourmont, mentre l'altra era una Panhard & Levassor-Vacheron che aveva la particolarità di montare un volante di guida in luogo della allora solita barra.
Quindi su 102 iscritte, 21 macchine (di cui 25 complessivamente cimentatesi nelle prove selettive) si qualificarono per partecipare al concorso. Durante i tre giorni delle prove preliminari le condizioni meteorologiche si mantennero costantemente buone ed anche la domenica 22 fu caratterizzata dalla stessa favorevole situazione atmosferica.

## Elenco dei preiscritti
| Risultato       | N.  | Marca                                       | Posti               | Tipo motore            |
| --------------- | --- | ------------------------------------------- | ------------------- | ---------------------- |
| Non presentata  | 1   | Rousselet Paris                             | 4 posti             | la pesanteur           |
| Non presentata  | 2   | Edouard Pellorce Neuilly sur Seine          | .                   | a petrolio             |
| Non qualificata | 3   | De Dion-Bouton et C° Puteaux                | 4 posti             | a vapore               |
| Partita         | 4   | De Dion-Bouton et C° Puteaux                | 6 posti             | a vapore               |
| Non presentata  | 5   | Le Maitre Paris                             | 4 posti             | a vapore               |
| Non presentata  | 6   | Roussat Paris                               | 4 posti             | hydraulique            |
| Partita         | 7   | Gautier P Paris                             | 4 posti             | a vapore               |
| Non presentata  | 8   | Hidien Chateauroux                          | 4 posti             | a vapore               |
| Non presentata  | 9   | Victor Popp Paris                           | 4 posti             | air compressor         |
| Partita         | 10  | Scotte J Epernay                            | 8 posti             | a vapore               |
| Non presentata  | 11  | Klaus Th Lyon                               | 4 posti             | a petrolio             |
| Non qualificata | 12  | Tenting Paris                               | 4 posti             | a petrolio             |
| Partita         | 13  | Panhard & Levassor Paris                    | 4 posti             | a petrolio             |
| Partita         | 14  | Panhard & Levassor Paris                    | 4 posti             | a petrolio             |
| Partita         | 15  | Panhard & Levassor Paris                    | 4 posti             | a petrolio             |
| Non presentata  | 16  | Quantio Roubaix                             | 6 posti             | a petrolio             |
| Non presentata  | 17  | Rodier, Roche et Sabatier Bagnols sur Seze  | x                   | gas                    |
| Partita         | 18  | Archdecon M E Paris                         | 7 posti             | a petrolio             |
| Partita         | 19  | Le Blant Paris                              | 10 posti            | a vapore               |
| Non presentata  | 20  | Paraire G Chateau Thierry                   | x                   | a vapore               |
| Non qualificata | 21  | Letar Alexandre Paris                       | 4 posti             | a vapore               |
| Non presentata  | 22  | Gaillardet Petit Gennevilliers              | 4 posti             | a vapore               |
| Non presentata  | 23  | Varennes Paris                              | 3 posti             | a vapore               |
| Partita         | 24  | Vacheron A Montherme                        | 2 posti             | gasolie                |
| Non presentata  | 25  | Coquatrix Paris                             | 4 posti             | a vapore               |
| Non presentata  | 26  | Leval Paris                                 | 4 posti             | baricycle x            |
| Partita         | 27  | Peugeot Fils et freres Valentigney          | 4 posti             | gasolie                |
| Partita         | 28  | Peugeot Fils et freres Valentigney          | 4 posti             | gasolie                |
| Non qualificata | 29  | Peugeot Fils et freres Valentigney          | 4 posti             | gasolie                |
| Partita         | 30  | Peugeot Fils et freres Valentigney          | 4 posti             | gasolie                |
| Partita         | 31  | Peugeot Fils et freres Valentigney          | 4 posti             | gasolie                |
| Non presentata  | 32  | Darras L Bruay                              | tricycle locomobile | a vapore               |
| Non presentata  | 33  | Geoffroy M P x                              | x                   | a vapore               |
| Non presentata  | 34  | Geoffroy M P x                              | x                   | a vapore               |
| Non presentata  | 35  | Geoffroy M P x                              | x                   | a vapore               |
| Non presentata  | 36  | Gillot Jules Maubeuge                       | 4 posti             | a petrolio             |
| Non presentata  | 37  | Loubiere Albert La Ferte sous Jouarre       | 6 posti             | ballans                |
| Non presentata  | 38  | Duchemin A Paris                            | 4 posti             | x                      |
| Non presentata  | 39  | Ponsot Paris                                | 4 posti             | minerale               |
| Non presentata  | 40  | Lemoigne Louis Fougeres                     | 4 posti             | x                      |
| Non presentata  | 41  | Bargogli Paris                              | 4 posti             | a petrolio             |
| Partita         | 42  | Le Brun A Rouen                             | 4 posti             | a petrolio             |
| Non presentata  | 43  | Spanoghe Antwerp Belgio                     | 6 posti             | a vapore               |
| Partita         | 44  | de Prandieres M Lyon                        | 6 posti             | Serpollet              |
| Non presentata  | 45  | Cornequet Paris                             | 8 posti             | automatique            |
| Non presentata  | 46  | Matin-Cudrez F Paris                        | 2 posti             | a vapore               |
| Non presentata  | 47  | Barthelemy Cesar Yebles                     | 3 posti             | ballans                |
| Non presentata  | 48  | Leblanc Ay                                  | 6 posti             | a vapore               |
| Non presentata  | 49  | Valentin J M Bruyeres                       | 3 posti             | ballans                |
| Non presentata  | 50  | Werstein Paris                              | 3 posti             | pedales                |
| Non presentata  | 51  | Lepape Paris                                | 4 posti             | a petrolio             |
| Non presentata  | 52  | Soc. Parisienne de constructions Velo Paris | 4posti              | air compressor         |
| Partita         | 53  | de Bourmont M Arcachon                      | 4 posti             | a petrolio             |
| Non presentata  | 54  | Froger Elie Feneu                           | 4 posti             | a petrolio             |
| Non presentata  | 55  | De Dion-Bouton et C° Puteaux                | 4 posti             | a petrolio             |
| Non presentata  | 56  | Lebrun M Bettaincourt                       | 4 posti             | automatique            |
| Non presentata  | 57  | Seunier M x                                 | 4 posti             | a petrolio             |
| Non presentata  | 58  | Barbier et Marcillet Paris                  | 3 posti             | a vapore               |
| Non presentata  | 59  | Bezamat Colombes                            | 4 posti             | a vapore               |
| Partita         | 60  | Le Blant Maurice Paris                      | 9 posti             | a vapore               |
| Partita         | 61  | de Montais Roger Beauvroit                  | 2 posti             | a petrolio             |
| Non presentata  | 62  | Mallarme Gentilly                           | x                   | a vapore               |
| Non presentata  | 63  | Tissandier et Lacombe Agen                  | x                   | a petrolio             |
| Partita         | 64  | Panhard & Levassor Paris                    | x                   | a petrolio             |
| Partita         | 65  | Peugeot Fils et freres Valentigney          | 4 posti             | gasolie                |
| Non presentata  | 66  | Museur L et Cordonnier E Masnieres          | 4 posti             | a vapore               |
| Non presentata  | 67  | Lebesgue Paris                              | x                   | a petrolio             |
| Non presentata  | 68  | Garnier E et Delannoy G Beauvois            | 4 posti             | combinaison            |
| Non presentata  | 69  | de Malapert et Barriere Paris               | 4 posti             | liquides               |
| Non presentata  | 70  | Fays - Poisson Gigny                        | 6 posti             | ballans                |
| Non presentata  | 71  | Klaus Th Lyon                               | 2 posti tricycle    | a petrolio             |
| Non presentata  | 72  | Tamarelle - Capeyron Bergerac               | 5 posti             | a vapore               |
| Non presentata  | 73  | Pretot Paris                                | 4 posti             | a petrolio             |
| Non presentata  | 74  | Mayer Raoul Chevanceaux                     | 2 posti quatcycle   | a vapore               |
| Non presentata  | 75  | Dessaux Charles Paris                       | 2 posti tricycle    | ballans                |
| Non presentata  | 76  | Tirant Georges Baissy                       | x                   | a vapore               |
| Non presentata  | 77  | Reverseau Paris                             | 4 posti             | automatique            |
| Non presentata  | 78  | Berthaud Lyon                               | 8 posti             | air compressor         |
| Non presentata  | 79  | Baudet A Paris                              | 4 posti             | a vapore               |
| Non presentata  | 80  | Quantin Boulogne                            | 6 posti             | a vapore               |
| Non presentata  | 81  | Becherel Paris                              | 2 posti tricycle    | a vapore               |
| Non presentata  | 82  | Monges Paris                                | 4 posti             | elettrico              |
| Non presentata  | 83  | Suodais Fontenay                            | 6 posti             | elettrico              |
| Non presentata  | 84  | Plantard Paris                              | 4 posti             | air compressor         |
| Partita         | 85  | Roger Paris                                 | 2 posti             | a petrolio             |
| Non presentata  | 86  | Garrard Birmingham Gran Bretagna            | x                   | elettrico              |
| Non presentata  | 87  | Landry & Beyroux G x                        | 4 posti             | a petrolio             |
| Non presentata  | 88  | Jeantaud Paris                              | 3 posti             | a petrolio             |
| Non presentata  | 89  | Demont Paris                                | 4 posti             | a vapore               |
| Non presentata  | 90  | Mansart Beauvais                            | 4 posti             | ballans                |
| Non presentata  | 91  | Carli le comte Italia                       | 2 posti             | elettrico              |
| Non presentata  | 92  | de Farcy Angers                             | 2 posti             | a petrolio             |
| Non presentata  | 93  | Gantry Orleans                              | 2 posti             | gas                    |
| Non presentata  | 94  | Morelleras H Angouleme                      | x                   | ballans                |
| Non presentata  | 95  | Roze - Andrillon Marseille                  | 4 posti             | air compressor         |
| Non presentata  | 96  | Canis Maulan                                | 4 posti             | propeller              |
| Non presentata  | 97  | Deutsch M Germania                          | 2 posti             | a petrolio (Benz Car?) |
| Non presentata  | 98  | Deutsch M Germania                          | 2 posti             | a petrolio (Benz Car?) |
| Non presentata  | 99  | Bonneills Valance                           | 2 posti             | a petrolio             |
| Non presentata  | 100 | Bellanger Le Mans                           | 4 posti             | system                 |
| Non presentata  | 101 | Mary Jean Paris                             | 4 posti             | gas                    |
| Non presentata  | 102 | Barriquand M x                              | 4 posti             | hydraulique            |

## I veicoli in gara

La vettura-omnibus Scotte a vapore

Le marche che si presentavano al via con le maggiori probabilità di successo erano quattro (la tedesca Benz e le francesi De Dion-Bouton, Panhard & Levassor e Peugeot).
In effetti questi nomi corrispondevano alle industrie motoristiche che vantavano la maggiore esperienza e che andavano per la maggiore nel mondo: all'appello sembrava mancare soltanto la tedesca Daimler, ma così non era, dal momento che il propulsore che equipaggiava le Panhard e le Peugeot recava appunto questo già prestigioso marchio tedesco.
Ma vediamo i dati essenziali dei veicoli messi in gara da queste Case.
- Benz: la Casa tedesca era presente con una macchina che venne iscritta sotto la denominazione di Roger-Benz in virtù del fatto che l'importatore per la Francia (che ne curava il montaggio) era tale Emile Roger. Si trattava del modello Viktoria, con cilindrata di 1.725 cm³ e 3 HP di potenza.
- De Dion-Bouton: era presente con un pesante trattore equipaggiato con un motore a vapore che si dice erogasse una ventina di cavalli. Il peso del veicolo, in ordine di marcia (quindi carico di circa 400 litri d'acqua), superava le 2 tonnellate e mezza.
- Panhard & Levassor: erano in lizza 4 unità, 2 con motore da 3 HP e 2 leggermente più potenti. Le 3 HP montavano, anteriormente, un motore Daimler a 2 cilindri a V di 15º, di 1060 cm³ (alesaggio mm 75, corsa mm 120) erogante circa 3 HP a 700 giri al minuto. I motori montati sulle 2 unità più potenti avevano una cilindrata leggermente maggiore (1237 cm³ grazie al valore della corsa che era di mm 140 invece di 120) e raggiungevano la potenza di circa 3,5 HP, sempre ruotando al regime massimo di 700 giri/minuto.
- Peugeot: numerose le Peugeot che scendevano in campo (5 macchine). Tutte montavano un motore Daimler bicilindrico a V (15º) analogo a quelli adottati dalle Panhard & Levassor ma di cilindrata leggermente inferiore: in alcuni motori la cilindrata era probabilmente inferiore al “litro” (alesaggio mm 75 e corsa mm 108, cm³ 954), in altri leggermente superiore (alesaggio mm 72 e corsa mm 126, cm³ 1026). La potenza massima erogata era comunque dell'ordine dei 3 HP scarsi, a 700 giri al minuto.

## La gara
La folla di curiosi iniziò a radunarsi molte ore prima di quella stabilita per l'inizio (le otto del mattino) attorno alla Porta Maillot mentre centinaia di ciclisti affluirono da ogni quartiere di Paris per vedere le automobili e seguirle nella loro marcia sino a Rouen.
Alla partenza presenziarono parecchie personalità, tra le quali Gottlieb Daimler (il realizzatore del primo motore endotermico veramente affidabile) e James Gordon Bennett (proprietario del New York Herald).
Attorno alle 7 e un quarto i veicoli vennero fatti disporre in fila indiana lungo il Boulevard Maillot, ordinati in base al numero di iscrizione. Alle otto meno dieci, 19 vetture erano pronte per la partenza: all'appello mancavano due veicoli a vapore Serpollet-Le Blant, ancora privi del secondo pilota.
Alle otto e un minuto prese il via il primo veicolo, il trattore De Dion-Bouton di Albert De Dion, che si mosse abbastanza velocemente in direzione di Mantes, subito attorniato ed accompagnato da un nugolo di ciclisti.
Le successive 18 macchine seguirono ad intervalli di 30 secondi cosicché nel volgere di meno di 10 minuti, risultarono tutte partite, accompagnate anche da quelle poche auto eliminate nelle prove preliminari, i cui conduttori decisero di compiere il percorso dilettantisticamente. Poco dopo la partenza di Émile Roger, ultimo ad avviarsi, sopraggiunsero le due macchine a vapore Serpollet/Le Blant, che furono fatte partire senza lunga attesa.
Il trattore De Dion-Bouton, sicuramente il più potente tra i veicoli in gara, mantenne il suo posto al comando, seguito però da vicino dalle Panhard & Levassor e dalle Peugeot, che sopperivano alla inferiorità di potenza con un peso sensibilmente minore.
Nei pressi di Nanterre, la Serpollet a vapore a 6 posti di De Prandiéres subì la rottura di un asse delle ruote e non poté proseguire: il veicolo venne abbandonato sul ciglio della strada e gli occupanti furono raccolti da un'auto di un altro cortese concorrente.
Attraverso Chatou e Pecq, il De Dion-Bouton mantenne la testa, ricevendo conseguentemente la maggior parte degli applausi degli spettatori, alcuni dei quali sembrarono letteralmente atterriti dalla velocità di marcia dei grossi veicoli.
Dopo una sosta (obbligatoria) di dieci minuti nella foresta di Saint Germain, che consentì agli equipaggi di riposarsi, la colonna proseguì per Poissy, Triel, Vaux e Meulan, con le strade sempre gremite di persone festanti che lanciavano fiori verso le automobili ed offrivano frutta: intere famiglie prelevarono tavoli e sedie dalle abitazioni per installarsi ai bordi della carreggiata e non perdersi neppure un passaggio.
A Meulan venne effettuata una seconda sosta obbligatoria di un quarto d'ora, dopodiché si ripartì per Mantes, dove la seconda colazione ed un veloce ricevimento attesero i partecipanti al concorso.
Allo scoccare delle undici, il trattore De Dion-Bouton attraversò il ponte di Mantes, seguito dalla Peugeot n° 65, poi dalla Panhard & Levassor n° 15 e via via dagli altri, l'ultimo dei quali fu l'eroico Etienne Le Blant, evidentemente riuscito a tenere in strada il suo un po' goffo veicolo.
Tenuto conto dell'ora di effettivo avvio da Parigi e dei 25 minuti di sosta osservati da tutti i concorrenti, la classifica provvisoria vide in testa la Peugeot 3 HP n° 65 di Albert Lemaitre in 2 ore 36'30", seguita dal trattore De Dion-Bouton di Albert De Dion (staccato di 1'30"), quindi dalla Panhard & Levassor 3,5 HP di Émile Levassor, dalla Peugeot 3 HP di Auguste Doriot e dalle due Panhard & Levassor di Hippolyte Panhard e di Émile Mayade. Ultimo in classifica risultò il già citato Etienne Le Blant, accreditato di un tempo di 4 ore e 39 minuti, quindi staccato dal primo di due ore abbondanti.
Il pranzo fu reso caotico dalla presenza di una folla enorme, tuttavia tutti (o quasi) gli equipaggi riuscirono a mangiare qualcosa prima dell'una e mezza, quando le auto ripartirono tutte assieme.
A Vernon transitò in testa il "solito" trattore De Dion-Bouton, seguito ora dalla Peugeot di Doriot.
A Gaillon scoppiò uno dei tubi della caldaia dell'omnibus a vapore di J. Scotte, che, non essendo in grado di riparare il guasto, dovette abbandonare la gara.
A Léry un tratto di strada nuova costituita da pietrisco procurò parecchie difficoltà un po' a tutti: il pesante omnibus di Maurice Le Blant, incagliatosi, venne aiutato da una cinquantina di volonterosi e solo così riuscì a riprendere la marcia; d'altro canto, quasi tutti i concorrenti si trovarono in difficoltà e vennero tratti d'impaccio dai più generosi tra gli spettatori.
Il "leader" della gara, Albert De Dion, subito dopo aver dovuto ricorrere a sua volta a questo genere di intervento esterno, abbordò malamente una curva e finendo in un campo di patate, riuscendo peraltro a riprendere dopo aver perso una manciata di minuti ed a giungere primo a Rouen, al Camp de Mars, alle 17 e 40. Cinque minuti dopo, giunse la Peugeot n° 65 di Lemaitre, poi, trascorsi altri cinque minuti, l'altra Peugeot di Doriot. E così, ad intervalli, le auto si fecero largo tra la folla e tagliarono il traguardo finale.
I piloti, stanchi ed impolverati (al pari delle macchine) apparvero però soddisfatti per essere riusciti a coprire la non indifferente distanza di quasi 130 chilometri. Per la cronaca, l'ultimo concorrente ad arrivare al Camp de Mars di Rouen fu Ernest Archdeacon, che giunse alle 22.10 piazzandosi comunque al penultimo posto della classifica.
Delle 21 macchine partite dalla Porta Maillot, 17 portarono a compimento la gara e soltanto 4 - tutte mosse da propulsione a vapore - furono costrette al ritiro.

## Risultati parziali della gara
PARIGI - MANTES

La Panhard & Levassor di Hippolyte Panhard quarta nella classifica di velocità

1. Lemaitre	Peugeot	                2.36

La Peugeot Type 6 di Lemaitre seconda nella classifica di velocità

2. De Dion	de Dion-Bouton-Trepardoux	2.38
3. Levassor	Panhard & Levassor	2.43
4. Doriot	        Peugeot	                2.44
5. Panhard	        Panhard & Levassor	2.48
6. Mayade	        Panhard & Levassor	2.50
7. Michaud	        Peugeot	                2.53
8. Dubois	        Panhard & Levassor	2.58
9. Scotte	        Scotte	                3.08
10. Kraeutler	Peugeot	                3.09
11. Vacheron	Vacheron	        3.09
12. Rigoulot	Peugeot	                3.16
13. Le Brun	        Le Brun 	        3.18
14. Archdeacon	Serpollet	        3.20
15. De Bourmont	De Bourmont	        3.21
16. Roger	        Roger Benz	        3.22
17. Le Blant M	Le Blant	        3.23
18. De Montais	De Montais	        4.00
19. Gautier P	Gautier-Wehrle	        4.17
20. Le Blant E	Le Blant	        4.39
21. De Prandieres	Serpollet	        OUT

MANTES - ROUEN
1. De Dion	de Dion-Bouton-Trepardoux	4.10
2. Lemaitre	Peugeot	                4.15
3. Doriot	        Peugeot	                4.20
4. Panhard	        Panhard & Levassor	4.33
5. Kraeutler	Peugeot	                4.37
6. Le Brun	        Le Brun 	        4.54
7. Levassor	Panhard & Levassor	5.00
8. Mayade	        Panhard & Levassor	5.19
9. De Bourmont	De Bourmont	        5.31
10. Michaud	        Peugeot	                5.32
11. Vacheron	Vacheron	        5.33
12. Rigoulot	Peugeot	                5.35
13. Dubois	        Panhard & Levassor	5.40
14. Roger	        Roger Benz	        6.39
15. Le Blant M	Le Blant	        7.20
16. Gautier P	Gautier-Wehrle	        8.07
17. Archdeacon	Serpollet	        9.40
18. Le Blant E	Le Blant	        OUT
19. De Montais	De Montais	        OUT
20. Scotte	        Scotte	                OUT

## I premi assegnati

Il trattore a vapore De Dion Bouton vince il primo premio.

Poiché non vennero emessi orari d'arrivo ufficiali, la classifica di velocità non poté che risultare approssimativa.
Calcolando in 25 minuti il tempo cumulativo delle due soste obbligatorie avutesi nel tratto tra Parigi e Mantes e considerando le 13:30 quale orario di ri-partenza da Mantes per tutti i concorrenti, la graduatoria finale vede al 1º posto il più volte citato trattore De Dion-Bouton a vapore di Albert De Dion che risulterebbe aver impiegato 6 ore e 48 minuti, ottenendo una velocità media di 18,529 km/h. Al posto d'onore, Georges Lemaitre su Peugeot 3 HP, staccato di 3'30", terza l'altra Peugeot di Auguste Doriot, a più di 16 minuti dal primo.
Quarto è Hippolyte Panhard con la prima macchina della Casa recante il suo nome (la Panhard & Levassor), con oltre mezz'ora di ritardo rispetto al vincitore. Le posizioni dal 5º al 12º posto sono tutte occupate da automobili con motore endotermico Peugeot oppure Panhard & Levassor, poi viene una De Bourmont e una Benz-Roger (entrambe ancora con motore endotermico) prima di giungere ad un veicolo a vapore, il Serpollet-Le Blant di Maurice Le Blant, classificatosi 15º con un distacco che sfiora le 4 ore.

Il triciclo di De Montais.

Alle undici del lunedì 23 luglio, la Giuria si riunì per decidere la assegnazione dei premi e la determinazione di conferire il primo premio alla Peugeot oppure alla Panhard & Levassor rimane a lungo in sospeso: alla fine, come sempre, si giunge al compromesso ed i premi - come pubblicato sul Petit Journal del 24 luglio - vennero così assegnati:
1. primo premio (franchi-oro 5.000) a pari merito a Panhard & Levassor di Ivry (Seine) e a Peugeot (Les Fils de Peugeot Frères) di Valentigny (Doubs);
2. secondo premio (franchi-oro 2.000)  a De Dion-Bouton & Cie per il loro interessante trattore a vapore che tira una carrozza come un cavallo e sviluppa, mediante un potente motore, una velocità assolutamente senza confronti, in particolare in salita;
3. terzo premio (franchi-oro 1.000) assegnato a pari merito a Vacheron di Phades (Ardennes) e a Le Brun di Rouen, per i loro veicoli dotati di motore Daimler;
4. quinto premio (franchi-oro 500) ad Emile Roger; premio di consolazione (franchi-oro 500, offerti dal sig. Dupuy) assegnato a  J. Scotte;
5. medaglia ricordo assegnata a Roger De Montais per il suo triciclo a vapore.

Da osservare che le due automobili di Vacheron e di Le Brun cui venne assegnato il terzo premio, altro non erano se non, rispettivamente, una Panhard & Levassor ed una Peugeot, modificate dai proprietari.
Malgrado la maggiore velocità ottenuta, il primo premio non fu dunque assegnato al trattore De Dion-Bouton, perché, come specificato nel comunicato ufficiale emesso dalla Giuria, pur essendo risultato il più veloce, viene classificato al 3º posto perché troppo pesante, poco maneggevole e non del tutto conforme allo spirito del regolamento.
Quanto affermato dalla Giuria sembra peraltro assolutamente rispondente al vero, ove si consideri che il veicolo in questione - un trattore che serve per trainare "landò" o "vittoria" cui si toglie il treno anteriore - deve caricare 400 litri d'acqua e 80 chili di carbone e che occorre almeno un'ora per mettere in pressione la caldaia.
Al di la delle decisioni dell'organo giudicante, è indubbio che i veicoli con motore endotermico abbiano riportato un successo nettamente maggiore rispetto a quelli muniti di motore a vapore: stanno a dimostrarlo la classifica finale (dove, a parte il trattore De Dion-Bouton, i veicoli a vapore occupano gli ultimi posti) e la lista dei ritiri (quattro veicoli soltanto, ma tutti a vapore).
Commentando i risultati tecnici e pratici della Parigi-Rouen, il redattore di una rivista parigina scrisse senza realizzare ancora il sogno del turista o dell'uomo d'affari, la vettura a benzina è ormai entrata nell'uso pratico: gli apparecchi si perfezionano ogni giorno di più grazie alle lezioni dell'esperienza, gli inconvenienti si riducono o spariscono, i meccanismi si semplificano, ed essa raggiungerà ben presto la perfezione di cui è suscettibile
Alla Parigi-Rouen va comunque ascritto un grande merito, quello di aver portato alla ribalta le competizioni come potente mezzo di collaudo meccanico e di pubblicità.

## Aneddoto
Nella serie animata "C'era una volta l'uomo", il 24 ° episodio (La Belle époque), si tratta di un breve riassunto del concorso.